# Winifred Atwell
Una Winifred Atwell, född 27 februari (sannolikt) 1914 i Tunapuna på Trinidad, död 28 februari 1983 i Sydney, Australien, var en jazzpianist, mest känd för sina boogie woogie och ragtimeinspelningar.

## Biografi

### Uppväxt
Atwells föräldrar hade ett apotek i staden, och hon påbörjade utbildning till farmaceut, men hade sedan liten visat talang för musik, och som extraknäck spelade hon piano på klubbar i staden på kvällarna. I närheten fanns en amerikansk flygbas, och soldaterna som besökte klubbarna fick henne intresserad av boogie woogie.
Tidigt under 1940-talet flyttade hon till USA och studerade musik. 1946 beviljades hon studieplats på Royal Academy of Music i London och flyttade dit. Där blev hon den första kvinnliga pianist som erövrade akademins högsta musikergrad. 

### Karriär

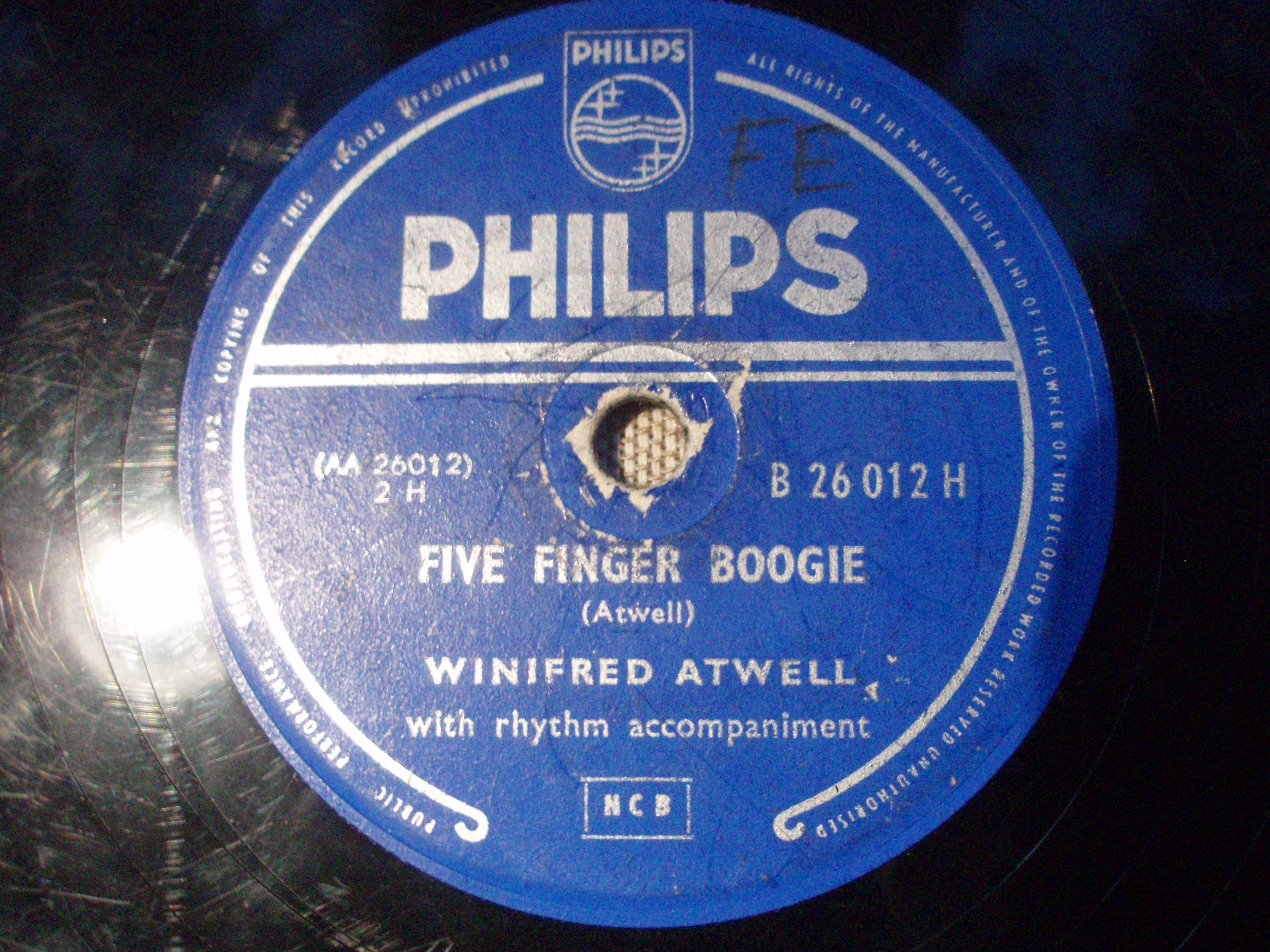
Winifred Atwells första boogie-woogie komposition publicerades på stenkaka

Vid sidan av sina klassiska musikstudier fortsatte hon att försörja sig som klubbpianist. Tämligen snart efter ankomsten i London träffade hon komikern Lew Levisohn på en av klubbarna där hon uppträdde, och det stod inte länge på förrän de var gifta. (De förblev oskiljaktiga ända till hans död 31 år senare). Hon väckte en viss uppmärksamhet vid ett uppträdande på Casino Theatre, där hon spelade som inhoppare för en musiker som var indisponerad. En impressario, Bernard Delfont, fick ögonen på henne, och hon fick ge ut sina första skivor. Redan hennes tredje utgåva, Jezebel, tog sig upp på bestsellerlistan och med sin fjärde skiva Cross hands boogie, som visade hennes virtuositet, blev hon ett namn. Det var dock egentligen B-sidan, Black and white rag som slog igenom på allvar, och den blev något av hennes signaturmelodi.
De större producenterna blev nu också intresserade, och PR-chefen på Decca Records, Hugh Mendl tog henne under sina vingars skugga. Under de närmaste tio åren gick karriären för dessa bägge rakt uppåt, han gjorde sin karriär på hennes musik, och hon blev populär genom hans marknadsföring. Ganska tidigt började hon ge egna konserter, och var en av de tidigare pianisterna som utvecklade sina framträdanden till en hel show, med glittriga kläder och flirtande med publiken. Hennes man hittade på att på en second hand affär i Battersea, ett ökänt distrikt i London, inhandla ett väl begagnat piano för £2,50, som hon i sina konserter omväxlande spelade på mellan turerna på konsertflygeln. Det gav det kännspaka spikpiano-soundet, som var hennes kännetecken. (Utan att på riktigt vara ett dylikt) Detta luggslitna piano följde sedan med på hennes turnéer till Fjärran Östern och Australien. I Amerika blev hon aldrig särskilt känd, vilket anses ha berott på att hon inte gick med på att bete sig tillräckligt underdånigt, som färgad.
Toppen på hennes karriär var medlet och slutet av 50-talet. Hon skrev många av sina låtar själv, och arrangerade otaliga andra, där hon hade stor nytta av sin klassiska utbildning. Några smått skämtsamma ragtime-arrangemang av klassiska stycken tillät hon sig också. Några av hennes stora framgångar var Flirtation Waltz, Poor People of Paris, ett arrangemang av en fransk folkmelodi (som var etta på listan 1956, i Sverige känd som "stackars, stackars Sam"), Britannia Rag, Let's Have a Party, Twelveth street rag och Jubilee Rag. Till Drottning Elisabeths kröning skrev hon Coronation rag, som också blev en stor hit. Även hennes första boogiekomposition, Five finger boogie från tiden på Trinidad, klättrade upp på listorna då den blev signaturmelodi för ett program om biljard i BBC. I det skedet tecknade hon en försäkring på sina händer för en kvarts miljon pund. (Försäkringsbolaget ställde villkoret att hon aldrig skulle diska). Hon höll en privat konsert för brittiska kungahuset, där drottningen bad om Roll out the barrel som encore (extranummer). Som pianist är hon den enda i Storbritannien som fått två guldskivor och två silverskivor för pianomusik, och den första svarta artist som sålt över en miljon skivor. 1956 gjorde hon också en serie TV-shower, och många yngre artister har uppgett henne som tidig inspiration; Russ Conway, Joe "Mr Piano" Henderson, Elton John, med flera. En faktor som bidrog till hennes framgång var utöver hennes tekniska virtuositet hennes sympatiska framtoning, trots framgångarna anspråkslös, men med en påtaglig karisma.

### De senare åren
Atwell turnerade mycket i Australien under 50- och 60-talen, och rönte där en enorm popularitet, tillräckligt för att locka henne att själv bosätta sig permanent i Sydney i början av 70-talet. Hon erhöll australiskt medborgarskap 1981. Hon uppträdde där i flera TV-shower, (den sista 1981), och hade periodvis egna serier. Hon engagerade sig också starkt för minoriteter och stödde aboriginernas kamp för respekt. Mycket av sina gager donerade hon till välgörenhet, främst behövande barn, och spelade varje söndag som hon fanns tillhands, praktiskt taget till sin död, orgel vid gudstjänsten i den lokala församlingen.
Hon köpte ett hus på Trinidad, där hon gärna uppehöll sig, och efter makens död tänkte sig slå sig ned för gott, men fann ändå klimatet för påfrestande. Där engagerade hon sig också i den lokala musikutbildningen, och rönte därför stor uppskattning (fick bland annat ett pris, Gold Hummingbird). Efter hennes död upprättades i huset en musikskola, Pan Pipers music school. Hon drabbades av en hjärtattack 1980, och 1983 upprepades den då hennes ena hus i Sydney brann ner. Hon avled medan hon bodde hos goda vänner i närheten. Hon hade inga barn, och testamenterade det mesta av sin egendom till en australisk organisation som föder upp ledarhundar för blinda.